# Cartão da Cólquida
Cartão (em georgiano: ქართამი; romaniz.: Kartam) foi um eristavi farnabázida da Cólquida e príncipe do Reino da Ibéria no século I a.C.. Descendia de Cuji da Cólquida de seu casamento com uma irmã de Farnabazo I (r. 299–234 a.C.). Foi adotado por Farnabazo II (r. 63–30 a.C.), casando com a filha deste, com quem gerou Farasmanes I e Mitrídates. Morreu em 33 a.C. ao lado de seu sogro combatendo o futuro Meribanes II.